# Dicentrines patagiatus
Dicentrines patagiatus är en skalbaggsart som beskrevs av Marc Lacroix 1997. Dicentrines patagiatus ingår i släktet Dicentrines och familjen Melolonthidae. Inga underarter finns listade i Catalogue of Life.